# 建興 (高句麗)
建興，是朝鲜三国时代的一个年号，推测为高句丽使用。
1915年，在忠清北道出土的金铜光背的背面，有“建兴五年歲在丙辰”的汉字铭文。在开始出土地点认为是百济圣王（圣王14年，536年）、威德王（威德王43年，596年）或法王时代的年号。但是，由于发现忠州的中原高句麗碑，确认是高句丽的佛菩萨。估计建興五年即536年（安原王6年）。此外有观点认为是长寿王（476年）、婴阳王时代（596年）。
1979年在韓國中原郡發現《中原拓境碑》，碑文有「高麗建興四年五月……十二月廿三日甲寅……辛酉年」字樣，有學者考証認為建興四年即475年。曆表，本年閏三月，十一月壬辰朔，甲寅乃二十三日；十二月辛酉朔，無甲寅。該年高句麗閏在十二月，十二月乃壬辰朔。

## 建興五年銘金銅釋迦三尊佛光背銘文
《建興五年銘金銅釋迦三尊佛光背》：建興五年歲在丙辰/佛弟子清信女上部/□奄造釋迦文像□/願生生世世見佛聞/法一切眾生同此願

## 西历对照表
| 建兴 | 元年  | 二年  | 三年  | 四年  | 五年  | ？年  | ？年  | ？年  | ？年  | ？年  |
| ---- | ----- | ----- | ----- | ----- | ----- | ----- | ----- | ----- | ----- | ----- |
| 西历 | 472年 | 473年 | 474年 | 475年 | 476年 | 477年 | 478年 | 479年 | 480年 | 481年 |
| 干支 | 壬子  | 癸丑  | 甲寅  | 乙卯  | 丙辰  | 丁巳  | 戊午  | 己未  | 庚申  | 辛酉  |

## 関連項目
- 中國年號列表
- 朝鮮半岛年号列表
- 建興五年銘金銅釋迦三尊佛光背
- 建興的消歧義